# لزلی اوگامس
لزلی اوگامس (به انگلیسی: Leslie Uggams) (زاده ۲۵ می ۱۹۴۳) بازیگر آمریکایی است.
از فیلم‌های معروف او می‌توان به بازی در فیلم ددپول، ددپول ۲ و ددپول و ولورین اشاره کرد.